# Patricio Escobar
Patricio Escobar Cáceres (San José de los Arroyos, 17 marzo 1843 – Asunción, 19 aprile 1912) è stato un politico e militare paraguaiano.
Fu presidente del Paraguay dal 25 novembre 1886 al 25 novembre 1890.
Arruolatosi nell'esercito paraguaiano come soldato semplice, Escobar combatté tutte le principali battaglie della guerra della Triplice Alleanza (1864-1870) fino all'uccisione del maresciallo Francisco Solano López sul Cerro Corá, distinguendosi per il suo valore e raggiungendo il grado di colonnello. Fu considerato l'eroe di Ypecuá, dove, benché ferito ripetutamente, aiutò l'esercito paraguaiano a sfuggire all'accerchiamento alleato esplorando le linee nemiche percorrendo chilometri di terreni pericolosi.
Grande amico del generale Bernardino Caballero, Escobar fu da questi appoggiato nelle elezioni presidenziali del 1886. Durante il suo governo si organizzarono definitivamente i due grandi raggruppamenti politici paraguaiani: il Partido Liberal (liberale) e l'Asociación Nacional Republicana - Partido Colorado (conservatrice). All'iniziativa del suo governo si devono la fondazione del Banco Agrícola, del Consiglio Superiore dell'Istruzione e dell'Universidad Nacional, con le facoltà di Legge e Medicina.
Nel 1902 Escobar partecipò al golpe di Caballero e Juan Antonio Escurra che rovesciò il presidente Emilio Aceval.